# 29404 Hikarusato
29404 Hikarusato (1996 TS14) là một tiểu hành tinh vành đai chính được phát hiện ngày 9 tháng 10 năm 1996 bởi T. Okuni ở Nanyo.